# Enosburgh
Enosburg és una població dels Estats Units a l'estat de Vermont. Segons el cens del 2000 tenia 2.788 habitants.

## Demografia
Segons el cens del 2000, Enosburg tenia 2.788 habitants, 1.058 habitatges, i 727 famílies. La densitat de població era de 22,2 habitants per km².
Dels 1.058 habitatges en un 34,3% hi vivien nens de menys de 18 anys, en un 54,7% hi vivien parelles casades, en un 9,9% dones solteres, i en un 31,2% no eren unitats familiars. En el 24,4% dels habitatges hi vivien persones soles el 12,9% de les quals corresponia a persones de 65 anys o més que vivien soles. El nombre mitjà de persones vivint en cada habitatge era de 2,6 i el nombre mitjà de persones que vivien en cada família era de 3,11.
Per edats la població es repartia de la següent manera: un 28% tenia menys de 18 anys, un 7% entre 18 i 24, un 27,6% entre 25 i 44, un 23% de 45 a 60 i un 14,4% 65 anys o més.
L'edat mediana era de 37 anys. Per cada 100 dones de 18 o més anys hi havia 91,6 homes.
La renda mediana per habitatge era de 33.683 $ i la renda mediana per família de 38.958 $. Els homes tenien una renda mediana de 29.625 $ mentre que les dones 22.125 $. La renda per capita de la població era de 16.281 $. Entorn del 8,3% de les famílies i l'11,4% de la població estaven per davall del llindar de pobresa.